# 盔纓副金星介
盔纓副金星介（学名：Paracypria kueiyingae）为副金星介科副金星介屬下的一个种。